# Чертежу-де-Сус
Чертежу-де-Сус (рум. Certeju de Sus) — село у повіті Хунедоара в Румунії. Адміністративний центр комуни Чертежу-де-Сус.
Село розташоване на відстані 298 км на північний захід від Бухареста, 11 км на північ від Деви, 101 км на південний захід від Клуж-Напоки, 136 км на схід від Тімішоари.

## Населення
За даними перепису населення 2002 року у селі проживали 1615 осіб.
Національний склад населення села:
| Національність | Кількість осіб | Відсоток |
| -------------- | -------------- | -------- |
| румуни         | 1596           | 98,8%    |
| угорці         | 15             | 0,9%     |

Рідною мовою назвали:
| Мова      | Кількість осіб | Відсоток |
| --------- | -------------- | -------- |
| румунська | 1604           | 99,3%    |
| угорська  | 11             | 0,7%     |